# Batalha de Penghu
A Batalha de Penghu (chinês tradicional: 澎湖海戰) foi uma batalha naval travada em 1683 entre a dinastia Qing e o Reino de Tungning. O almirante Qing Shi Lang liderou uma frota para atacar as forças de Tungning em Penghu. Cada lado possuía mais de 200 navios de guerra. O almirante de Tungning Liu Guoxuan foi superado por Shi Lang, cujas forças o superaram em número de três para um. Liu se rendeu quando seu carro-chefe ficou sem munição e fugiu para Taiwan. A perda de Penghu resultou na rendição de Zheng Keshuang, o último rei de Tungning, à dinastia Qing.

## Prelúdio
Kangxi Imperador da dinastia Qing designou Yao Qisheng como Vice-Rei de Fujian em 1678. Yao Qisheng ajudou o Imperador Kangxi a executar a ordem de Proibição do Mar: "Nem mesmo uma tábua pode entrar na água". (片板不得下水) até 1683, para enfraquecer sua economia, cortou toda a conexão do comércio com o Reino de Tungning. Em 1683, o imperador Kangxi havia interrompido todas as tentativas de negociação com Tungning. Yao Qisheng também recomendou Shi Lang como comandante-em-chefe da marinha Qing, então o imperador Kangxi concordou e enviou o almirante Shi Lang com uma força de cerca de 21 000 homens e 240 navios de guerra para invadir Tungning. Shi Lang tentou atacar Penghu antes que um grande furacão atingisse, mas foi repelido por Liu Guoxuan. Após o furacão, Shi Lang reagrupou suas forças e estava pronto para atacar novamente.

## Batalha
Shi Lang dividiu sua força em várias frotas menores. A maioria deles foi enviada para atacar Liu e sua frota de defesa Penghu. No entanto, um pequeno destacamento foi enviado para contornar a batalha e pousar diretamente na ilha onde a base de Liu estava localizada. Liu estava preparado para isso e posicionou arqueiros e canhões nas praias, seguido por tropas para impedir o avanço Qing.
Alguns dias antes da batalha, Shi Lang havia comprado canhões dos holandeses para que seus navios estivessem melhor armados. Em 12 de julho de 1683, as forças navais Qing tomaram a Ilha Hujing e a Ilha Tongpan nos estágios iniciais da batalha.:42 Durante a batalha, as forças Qing esmagaram a força de Liu e quebraram sua formação. Os defensores ainda lutaram bravamente. Os navios Qing eram maiores, mais bem armados e tinham mais munição e, dentro de uma hora, a maioria dos navios Tungning estava no fundo do oceano. No entanto, os navios restantes continuaram a lutar.
No final, os navios Tungning ficaram sem munição, mas o combate corpo a corpo ainda continuou. Quando seu navio-almirante e comandante Liu ficou sem munição, os navios restantes se renderam, alguns deles queimando por três dias e noites. Muitos generais e soldados se recusaram a se render, mas optaram por se afogar como uma demonstração de lealdade à antiga dinastia Ming, encerrando assim a batalha.

## Batalha terrestre
Enquanto a batalha no mar continuava, os soldados Qing correram para terra sob a cobertura de tiros de canhão. Os defensores usaram seus canhões e flechas para parar as forças Qing, mas havia simplesmente muitos. Lideradas por vários generais habilidosos, as forças Qing romperam as defesas de Liu e atacaram sua base. As forças Qing vitoriosas queimaram-no e levantaram a bandeira Qing no mastro mais alto.

## Consequências
Depois de se render, Liu estava prestes a cometer suicídio, mas foi impedido por Shi Lang. Eles tiveram uma breve conversa sobre a batalha e Liu foi libertado. Com a destruição da frota de Liu, Penghu se rendeu e os soldados de Tungning desertaram em massa. Com um total de 5 000 baixas para a dinastia Qing e 12 000 para Reino de Tungning. Tornou-se óbvio para a corte real de Tungning que eles estavam agora indefesos. Alguns dias depois, Zheng Keshuang e sua corte se renderam formalmente à dinastia Qing, encerrando o Reino de Tungning.

## Referencias
1. ↑  賴, 永祥 (1965). «台灣鄭氏與英國的通商關係史». 台灣文獻. 第16卷第2期
2. 1 2 3 4 5 6  Wong, Young-tsu (2017) China’s Conquest of Taiwan in the Seventeenth Century: Victory at Full Moon. Springer. ISBN 978-9811022470
3. ↑  臺灣歷史地圖 增訂版 [Taiwan Historical Maps, Expanded and Revised Edition] (em chinês). Taipei: National Museum of Taiwan History. 2018. p. 42. ISBN 978-986-05-5274-4. 7.12 奪虎井、桶盤